# Thrinoxethus hermosus
Thrinoxethus hermosus är en mångfotingart som beskrevs av Chamberlin 1941. Thrinoxethus hermosus ingår i släktet Thrinoxethus och familjen Aphelidesmidae. Inga underarter finns listade i Catalogue of Life.